# Markus Wüst
Markus Wüst (ur. 26 grudnia 1971) – szwajcarski narciarz klasyczny specjalizujący się w kombinacji norweskiej, brązowy medalista mistrzostw świata i mistrzostw świata juniorów oraz zwycięzca Pucharu Kontynentalnego..

## Kariera
Po raz pierwszy na arenie międzynarodowej Markus Wüst pojawił się 21 stycznia 1989 roku w konkursie Pucharu Świata w Breitenwang, gdzie zajął 35. miejsce w zawodach metodą Gundersena. Pierwsze punkty wywalczył jednak dopiero ponad rok później, 17 lutego 1990 roku w Štrbskim Plesie, kiedy zajął piąte miejsce w Gundersenie. Ostatecznie w klasyfikacji generalnej sezonu 1989/1990 zajął 21. miejsce. Był to najlepszy sezon Pucharu Świata w wykonaniu Wüsta. Szwajcar nigdy nie stał na podium indywidualnych zawodów pucharowych.
Wüst startował także w Pucharze Świata B (obecnie Puchar Kontynentalny). Osiągał tam lepsze wyniki, między innymi pięciokrotnie stawał na podium, przy czym trzykrotnie zwyciężał. Najlepiej wypadł w sezonie 1994/1995, w którym triumfował w klasyfikacji generalnej.
W 1991 roku wystartował na Mistrzostwach Świata Juniorów w Reit im Winkl, gdzie indywidualnie wywalczył brązowy medal w Gundersenie. Największym sukcesem w jego karierze był brązowy medal wywalczony w sztafecie wspólnie z Arminem Krügelem, Stefanem Wittwerem i Jean-Yves'em Cuendetem podczas mistrzostw świata w Thunder Bay w 1995 roku. Szwajcar brał także udział w igrzyskach olimpijskich w Lillehammer w 1994 roku, gdzie w rywalizacji indywidualnej uplasował się na 46. pozycji.
W 1996 roku zakończył karierę.

## Osiągnięcia

### Igrzyska olimpijskie
| Miejsce | Dzień     | Rok  | Miejscowość | Konkurencja          | Wynik zwycięzcy | Strata   | Zwycięzca           |
| ------- | --------- | ---- | ----------- | -------------------- | --------------- | -------- | ------------------- |
| 46.     | 19 lutego | 1994 | Lillehammer | Gundersen K-90/15 km | 39:07,9         | +13:18,8 | Fred Børre Lundberg |

### Mistrzostwa świata
| Miejsce | Dzień    | Rok  | Miejscowość | Konkurencja          | Wynik zwycięzcy | Strata  | Zwycięzca |
| ------- | -------- | ---- | ----------- | -------------------- | --------------- | ------- | --------- |
| 3.      | 10 marca | 1995 | Thunder Bay | Sztafeta K-90/4x5 km | 56:20,2         | +5:21,6 | Japonia   |

### Mistrzostwa świata juniorów
| Miejsce | Dzień   | Rok  | Miejscowość   | Konkurencja          | Wynik zwycięzcy | Strata | Zwycięzca    |
| ------- | ------- | ---- | ------------- | -------------------- | --------------- | ------ | ------------ |
| 3.      | 7 marca | 1991 | Reit im Winkl | Gundersen K-90/15 km | ?               | ?      | Milan Kučera |

### Puchar Świata

#### Miejsca w klasyfikacji generalnej
- sezon 1989/1990: 21.
- sezon 1992/1993: 26.
- sezon 1993/1994: 54.

#### Miejsca na podium chronologicznie
Wüst nigdy nie stał na podium indywidualnych zawodów Pucharu Świata.

### Puchar Kontynentalny

#### Miejsca w klasyfikacji generalnej
- sezon 1990/1991: 28.
- sezon 1992/1993: 5.
- sezon 1993/1994: 13.
- sezon 1994/1995: 1.
- sezon 1995/1996: 24.

#### Miejsca na podium chronologicznie
| Nr | Data             | Miejscowość   | Konkurencja         | Wynik zwycięzcy | Pozycja | Strata | Zwycięzca  |
| -- | ---------------- | ------------- | ------------------- | --------------- | ------- | ------ | ---------- |
| 1. | 14 lutego 1993   | Bad Goisern   | Gundersen K90/15 km | ?               | 2.      | ?      | Falk Weber |
| 2. | 21 lutego 1993   | Szczyrk       | Gundersen K90/15 km | ?               | 1.      | -      | -          |
| 3. | 29 stycznia 1995 | Mayrhofen     | Gundersen K90/15 km | ?               | 1.      | -      | -          |
| 4. | 23 marca 1995    | Szczyrk       | Sprint K90/7,5 km   | ?               | 1.      | -      | -          |
| 5. | 26 marca 1995    | Štrbské Pleso | Gundersen K90/15 km | ?               | 2.      | ?      | Jan Krotil |